# Washint
La washint (Amharique: ዋሽንት) est une fine flûte utilisée dans la musique éthiopienne. Traditionnellement, les musiciens amhariques transmettaient leur histoire orale à travers des chants accompagnés du washint ainsi que du krar, une lyre à six cordes, et du masenqo, un violon à une corde.

## Occurrence
Avec le krar et le masenqo, la flûte washint est l'un des instruments de musique les plus répandus et les plus omniprésents des Amharas.
Le washint est l'instrument favori parmi les bergers et les vachers.

## Facture
La washint a généralement quatre trous pour les doigts, ce qui permet au joueur de jouer sur une gamme pentatonique. Elle est le plus souvent faite en bois ou en canne à sucre, bien que de plus en plus de washint faites en métal et en plastique puissent être vues. Elle est similaire au nay arabe. Divers washint existent dans différentes longueurs et avec divers placements relatifs des trous pour les doigts, et un interprète peut utiliser plusieurs flûtes différentes au cours d'une performance pour s'adapter à différents types de chansons.

## Jeu
Sa technique de jeu repose sur le mélisme en utilisant de nombreux ornements.
La washint est utilisée comme un instrument solo mais peut également être utilisé dans un ensemble d'instruments traditionnels, comme cela fut le cas dans l'Orchestre d'Éthiopie créé en 1963. L'un des plus éminents joueurs de washint est Melaku Gelaw, membre de cet orchestre.